# Epitokie

Atoke von Platynereis dumerilii mit gelblich-brauner Körperfärbung

Weibliche Epitoke von Platynereis dumerilii, durch die enthaltenen Eier gelb gefärbt

Männliche Epitoke von Platynereis dumerilii, vorn durch Sperma weiß gefärbt, hinten durch hämoglobinhaltiges Blut rot gefärbt

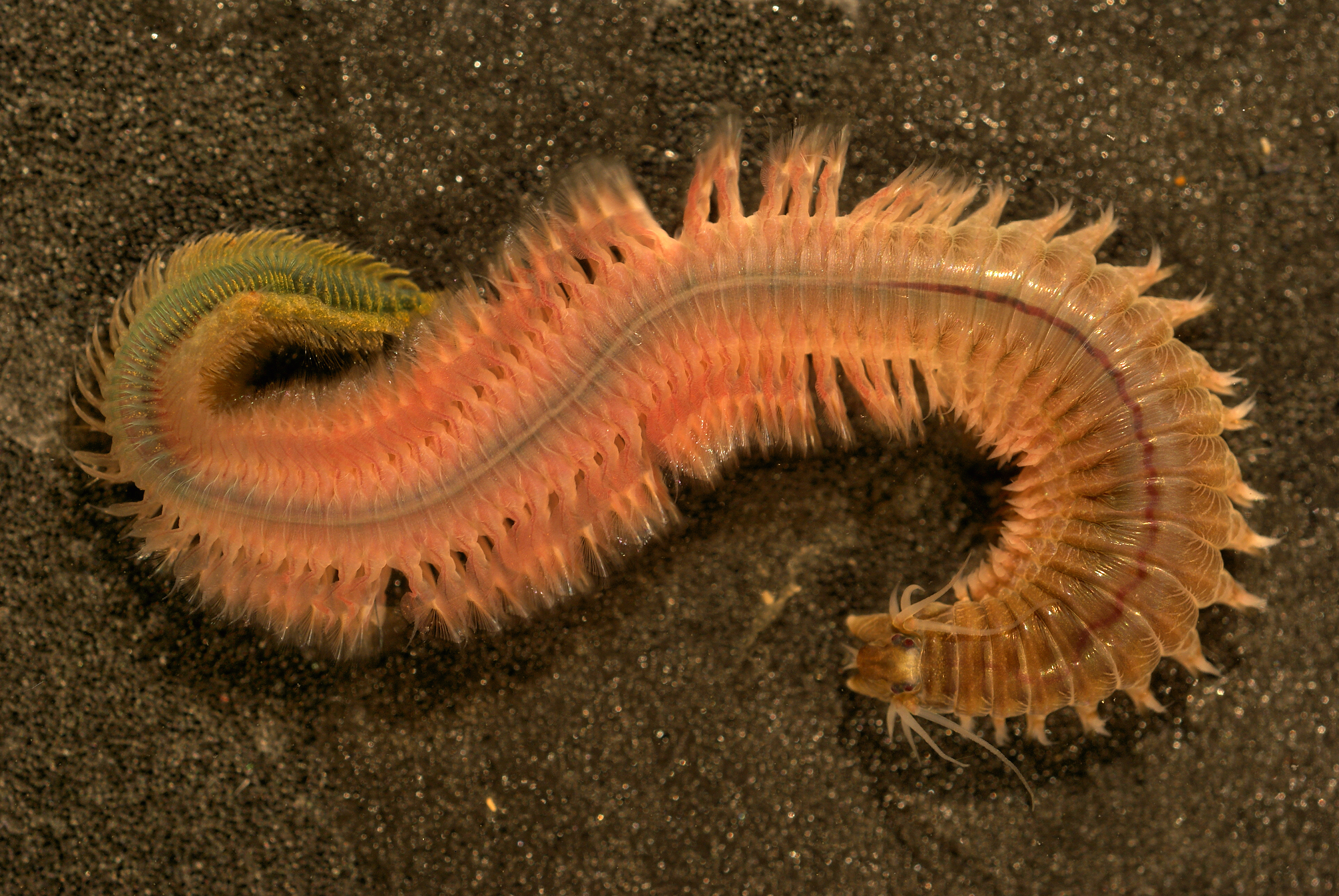
Epitoke von Alitta succinea

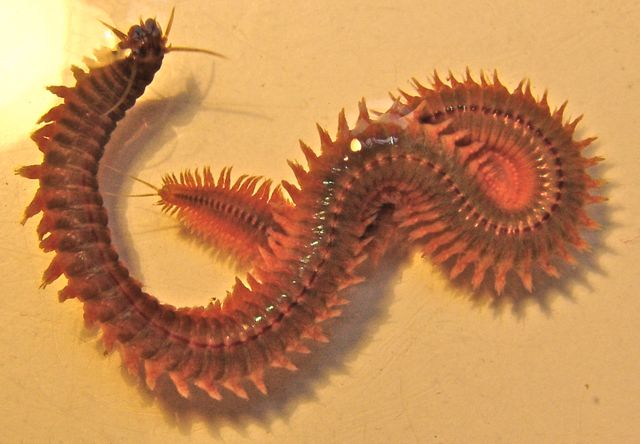
Atoke von Alitta succinea

Als Epitokie wird die charakteristische Metamorphose bestimmter mariner Ringelwürmer aus verschiedenen Familien der Vielborster (Polychaeta) zur Zeit der Geschlechtsreife bezeichnet. Hierbei wandeln sich die noch nicht paarungsfähigen, im Meeresboden grabenden und kriechenden Atoken – sowohl Weibchen als auch Männchen – um in paarungsbereite, frei schwimmende Epitoken. Ist nicht nur ein Körperabschnitt, sondern der gesamte Körper des Ringelwurms an der Verwandlung beteiligt, spricht man auch von Epigamie. Bei den Nereididae werden diese Epitoken auch als Heteronereis, bei den Syllidae als Heterosyllis bezeichnet.

## Veränderungen bei der Epitoke gegenüber der Atoke
Während die Polychaeten als Atoken, also als noch nicht geschlechtsreife Individuen am Meeresboden kriechen oder im Sediment graben, kommt es bei der Verwandlung in die Epitoken zu auffälligen Veränderungen in der Gestalt, die das freie Schwimmen erleichtern. Das Coelom der zahlreichen Segmente, welche die Gonaden enthalten, füllt sich beim Weibchen mit Eizellen und bei Männchen mit Spermien. Gleichzeitig mit der Reifung der Keimzellen werden der Darmkanal und die Muskulatur abgebaut. Die Parapodien und die an ihnen sitzenden Cirren werden blattartig zu Schwimmrudern verbreitert. Zugleich werden auch der Kopf und die Augen vergrößert.
Die schwärmenden männlichen und weiblichen Epitoken kommen in großer Zahl zur Paarung zusammen. Nach der Entlassung der Gameten ins freie Meerwasser, die in vielen Fällen durch Aufplatzen der Haut der Epitoke erfolgt, sterben beide Geschlechtspartner. Die Eier werden im freien Meerwasser befruchtet und entwickeln sich zu frei schwimmenden Trochophora-Larven.
Das Ausschwärmen der Epitoken erfolgt typischerweise zu einer bestimmten Mondphase. Die Reifung der Gameten wird durch ein Hormon gehemmt, das im hinteren Teil des Gehirns gebildet und über das Blutgefäßsystem verbreitet wird. Endet die Produktion dieses Hormons, setzt die Metamorphose zur Epitoke ein.
Während bei den Palolowürmern (Palola) in der Familie Eunicidae mit der am besten untersuchten Art Palola viridis der vorderste Abschnitt des Tieres unverändert bleibt und sich der gonadentragende hintere Hauptteil zum Ausschwärmen als Epitoke abschnürt, bildet bei den epitoken Arten der Familien Nereididae – darunter Alitta succinea und Platynereis dumerilii – sowie Syllidae – darunter Eusyllis blomstrandi, Odontosyllis ctenostoma, Exogone gemmifera und Autolytus longeferiens – der gesamte Körper der Männchen und Weibchen das epitoke Schwärmstadium. Beim Nereiden Alitta virens schwärmt nur das leicht modifizierte Männchen, während das äußerlich kaum veränderte Weibchen am Boden bleibt, doch sterben beide Geschlechtspartner nach der Paarung. Bei Platynereis megalops schlingt sich das Männchen um das Weibchen und platzt auf, so dass die Spermien in das Weibchen gelangen und innere Befruchtung stattfindet.

## Schizogamie

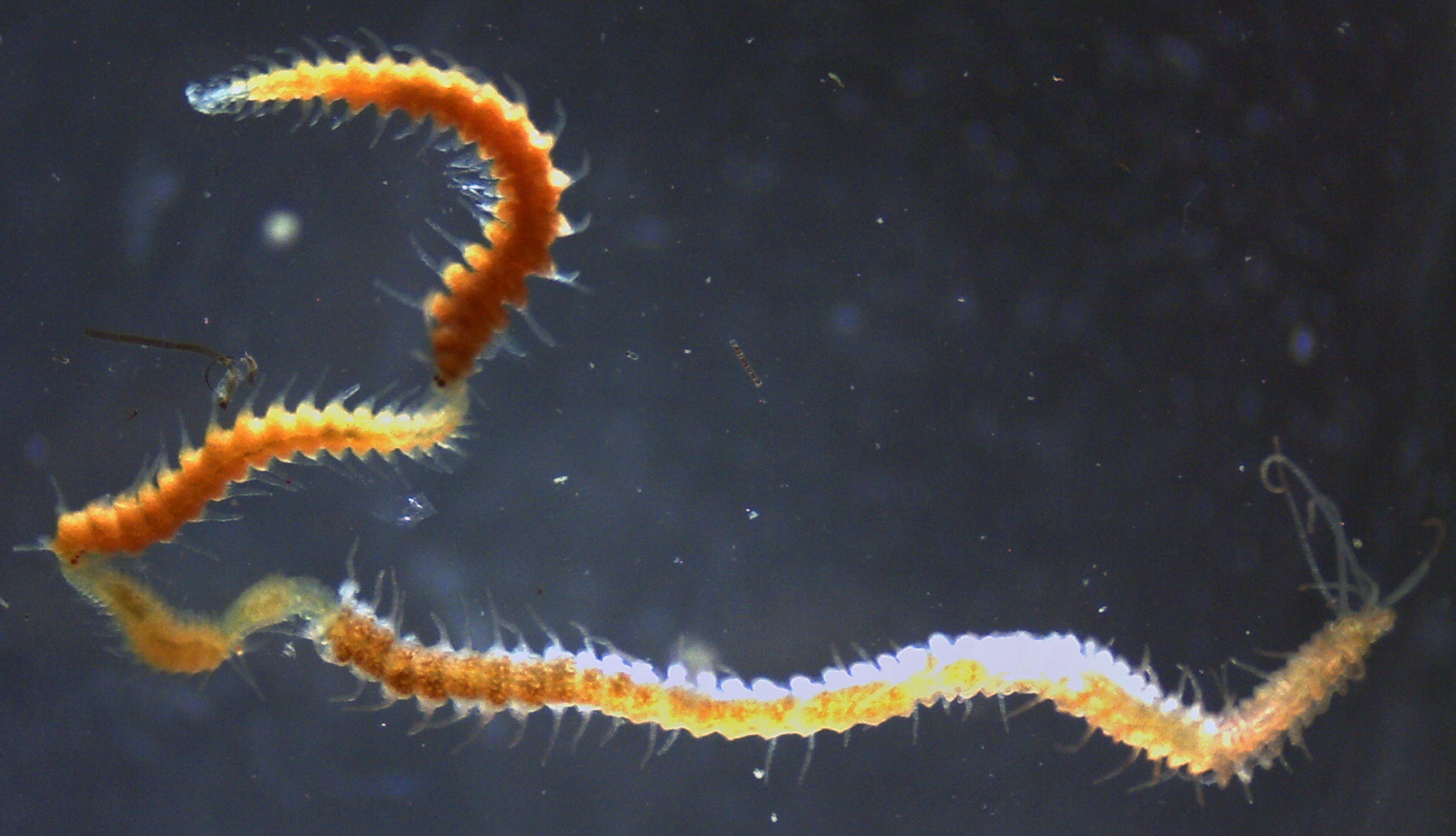
Autolytus sp. schnürt kopftragende Epitoken ab.

Von der Epigamie zu unterscheiden ist die Schizogamie, bei der Männchen und Weibchen durch Sprossung oder Knospung eine größere Anzahl an schwimmfähigen Epitoken abschnüren. Hier wird auch von einem Generationswechsel gesprochen, bei dem die benthische Atoke, das Ammentier, durch ungeschlechtliche Fortpflanzung paarungsbereite, schwärmende Epitoken (Stolonen) hervorbringt, die nach erfolgter geschlechtlicher Fortpflanzung sterben, während die Atoke weiterlebt und neue Epitoken hervorbringen kann. Diese Art der Fortpflanzung ist in der Familie Syllidae verbreitet, insbesondere in der Gattung Autolytus mit unter anderem den beiden Arten Autolytus prolifer und Autolytus purpureomaculatus.